# Tinganes
Tinganes és un promontori rocós situat a l'extrem d'una petita península de Tórshavn, capital de les illes Fèroe. És també la zona de la ciutat on hi ha hagut tradicionalment la seu del Løgting, el parlament feroès. Aquest parlament és un dels més antics del món, juntament amb el del turó de Tynwald de l'illa de Man i el Þingvellir d'Islàndia. Se'n té la primera constància el 825, quan els colons noruecs van establir el Ting (parlament) en aquest espai. El 1856 el Løgting es va traslladar al nord de la ciutat, però el govern de les illes encara es reuneix en aquest lloc. De fet Tinganes significa moll del parlament o punt del parlament en feroès.
A Skansapakkhusið, nom de la península on se situa el Tinganes, hi ha algunes de les cases més antigues de Tórshavm. Algunes daten dels segles XIV, d'altres les van construir al llarg dels segles XVII i xviii. Skansapakkhusið sobresurt al bell mig del port de la ciutat i el divideix en les parts anomenades Eystaravág i Vesteravág.